# Borovuha, Ratne
Borovuha (în ucraineană Боровуха) este un sat în comuna Samarî din raionul Ratne, regiunea Volînia, Ucraina.

## Demografie
Componența lingvistică a localității Borovuha
     Ucraineană (100%)
Conform recensământului din 2001, toată populația localității Borovuha era vorbitoare de ucraineană (100%).